# Crypthelia floridana
Crypthelia floridana is een hydroïdpoliep uit de familie Stylasteridae. De poliep komt uit het geslacht Crypthelia. Crypthelia floridana werd in 1986 voor het eerst wetenschappelijk beschreven door Cairns. 